# Fredo Krumnow
Fredo Krumnow né le 29 mai 1927 à Mulhouse et mort le 19 mai 1974 au Bourg-d'Oisans, a été l'un des syndicalistes qui avec Edmond Maire contribua à l'ancrage de la CFDT dans le courant autogestionnaire. 
Secrétaire général de la puissante fédération textile (HACUITEX), il devient secrétaire général de la commission exécutive de la CFDT de 1971 à 1973. Militant fortement influencé par le catholicisme social de Marc Sangnier et aussi Teilhard de Chardin, il militera à la JOC et participera à la revue Témoignage chrétien. Il fut aussi l'un des fondateurs du PSU.

## Biographie
Fredo Krumnow (Alfred) est né à Mulhouse le 29 mai 1927. Son père Guillaume (1891-1948), ouvrier textile et syndicaliste, est issu d'une famille allemande protestante. Il épouse Louise Marie Hassier (1896-1960). Son père malgré son mariage avec une Française conserve sa nationalité allemande ce qui lui vaut d'être interné dès septembre 1939 avant de s'engager dans une compagnie de travailleurs étrangers. Incorporé de force dans l'armée allemande, il est interné, après la libération de l'Alsace au camp du Struthof, reconverti en lieu de détention pour des collaborateurs, ou soupçonnés de l'avoir été. 
Le jeune Alfred va vivre son enfance dans la cité ouvrière créée par la Société industrielle de Mulhouse regroupant le patronat chrétien, protestant, et notamment le saint-simonien et franc-maçon Frédéric Engel-Dollfus (Entreprise textile DMC - Dollfus-Mieg et Compagnie). Fredo Krumnow devient membre du mouvement de jeunesse socialiste les Faucons rouges et demande en même temps à suivre un enseignement religieux. 
Durant la Seconde Guerre mondiale, il peaufine sa connaissance de la langue allemande (il écrira même des poèmes en dialecte) et entre dans la résistance. Il commence son apprentissage à la Caisse d’Épargne de Mulhouse en 1943 et à 17 ans, est enrôlé de force dans la préparation militaire de l'armée allemande dont il s'évade pour participer à la libération de la ville de Mulhouse. Il rencontre Eugène Kurtz (1921-2006) qui racontera son engagement forcé, les malgré-nous, et aussi son parcours similaire à la JOC et à la CFTC puis la CFDT dans son ouvrage La guerre malgré moi. Comme lui, Frédo Krumnow œuvrera à la réconciliation franco-allemande.
Dès la fin de la guerre, Fredo Krumnow rejoint la JOC (Jeunesse ouvrière chrétienne) fondée en 1925 par le prêtre belge Joseph Cardjin. Une année plus tard, il devient permanent du mouvement pour l'Alsace et c'est là qu'il fait la connaissance d'Eugène Descamps (1922-1990) qui sera en 1954 responsable national de la section métallurgie de la CFDT avant de devenir en 1961 secrétaire national de la CFTC. Eugène Descamps sera l'artisan de la laïcisation de la CFTC et de la création de la CFDT en 1964. Fredo ne veut pas rester couper de la base et réintègre le monde du travail chez Shaeffer-Impression. Il milite à la CFTC dont il devient rapidement le vice-président de l'Union départementale du Haut Rhin.
Il se marie en 1952 avec Madeleine Kuentz, avec qui il aura quatre enfants.
L'engagement militant de Fredo Krumnow ne se limite pas à la JOC et à la CFTC. Il sera aussi associatif au sein des Associations populaires familiales dont il deviendra président départemental. Il sera aussi membre d'une coopérative d'HLM, de l'ORCO (Organisation des consommateurs du Haut Rhin)...
Son engagement de chrétien de gauche l'amène à participer à la revue Témoignage chrétien fondée en 1941 dans le cadre de la résistance par le jésuite Pierre Chaillet.
Son engagement politique l'amène à militer au sein de la Jeune République crée en 1921 par Marc Sangnier, avant de rejoindre dès 1957 l'Union de la gauche socialiste fondée par l'humaniste catholique Claude Bourdet, par Gilles Martinet et par Edgar Morin notamment. Il rejoint dès sa création en 1960, le PSU. André Gorz aura aussi une influence sur la pensée qu'il développera au sein même de la mouvance autogestionnaire.
Son engagement syndical l'amène à prendre la tête de la Fédération du textile au sein de la CFTC en 1960, qui deviendra HACUITEX (Fédération de l'habillement, du cuir et du textile. Licencié en 1966, il se consacre entièrement su syndicalisme et monte à Paris avec sa famille. En 1966, il présente un premier rapport sur l'orientation du syndicat vers l'autogestion. Il tire là l'enseignement de son voyage en Yougoslavie en 1965. Son engagement sera essentiel dans le conflit de Rhodiaceta à Besançon et à Lyon en 1967. Il prend une part active au mouvement de mai 68, notamment lors de la manifestation organisée par l'UNEF au stade Charléty à Paris.
Il va œuvrer au sein de la CFDT auprès d'Edmond Maire comme secrétaire national de la commission exécutive.
Un cancer l'oblige à interrompre ses activités syndicales en 1973. Durant ses derniers mois, il se consacre à l'écriture avec notamment Croire ou le feu de la vie, son autobiographie, et aussi à la méditation. Certains de ses textes de cette époque sont encore utilisés comme référence dans la préparation aux obsèques. Il meurt le 19 mai 1974 au Bourg-d'Oisans (Isère).

## Reconnaissance
Une rue porte son nom à Mulhouse.
Un boulevard de Saint-Étienne porte son nom.

## Œuvres
- Pour un socialisme démocratique, EPI, Paris, 1971
- Que faire dans les trois ans qui viennent ? Le nouvel observateur, 19 mars 1973
- Quatre grèves significatives, Paris, 1973
- Croire ou le feu de la vie, Ed. Ouvrières, Lyon, 1975/1979
- Creure o el foc de la vida (traduction en catalan), Ed. Rustica, Barcelonne (Espagne), 1979
- La CFDT et l'autogestion, Cerf, Paris, 1975
- La CFDT : au cœur, Syros, Paris 1976
- Poèmes en dialecte dans Klapperstei, Mulhouse